# Astrid Allwyn
Astrid Allwyn (* 27. November 1905 in Manchester, Connecticut als Astrid Allwyn Christofferson; † 31. März 1978 in Los Angeles, Kalifornien) war eine US-amerikanische Schauspielerin, welche zwischen 1932 und 1943 in rund 55 Filmen spielte.

## Leben und Karriere
Astid Allwyn, gebürtig aus Connecticut stammend, studierte in den 1920er-Jahren Tanz und Schauspielerei in New York. Anschließend begann sie ihre Schauspielkarriere beim Theater, so spielte sie etwa 1929 in Elmer Rices Stück Street Scene. Bereits drei Jahre später stand Allwyn erstmals in Hollywood vor der Kamera, wozu der Blondine auch ihre schwedischen Wurzeln verhalfen, weil zur damaligen Zeit skandinavische Schauspielerinnen wegen der enormen Popularität der Schwedin Greta Garbo äußerst gefragt waren. Der große Durchbruch zur Filmstar gelang Allwyn allerdings nie, zwar hatte sie ein gutes Aussehen, doch spielte sie vor allem unterkühlte und berechnende Frauen. So machte Allwyn etwa 1936 in Stowaway und Dimples jeweils Kinderstar Shirley Temple als deren Gegenspielerin das Leben zur Hölle. Nicht selten verkörperte Allwyn zudem die Rolle der „anderen Frau“, die vom Hauptdarsteller im Laufe des Filmes verlassen wird, wie etwa von Charles Boyer in Ruhelose Liebe aus dem Jahre 1939.
Im selben Jahr verkörperte sie die durchtriebene Tochter von Claude Rains in der Politiksatire Mr. Smith geht nach Washington, welche einem naiven jungen Senator (James Stewart) den Kopf verdreht. 1943 zog sich Allwyn nach 55 Filmen aus dem Schauspielgeschäft zurück, hauptsächlich wegen ihrer Kinder. Sie war mit dem Schauspieler Robert Kent (1908–1955) von 1937 bis zur Scheidung 1940 verheiratet, sie hatten ein Kind. 1941 heiratete sie den Geschäftsmann Charles O. Fee, die Ehe hielt bis zu ihrem Tod und sie bekamen zwei Töchter, welche später ebenfalls als Schauspielerinnen arbeiteten. Astrid Allwyn verstarb 1978 im Alter von 72 Jahren an einer Krebserkrankung und wurde auf dem Forest Lawn Memorial Park in Glendale begraben.

## Filmografie (Auswahl)
- 1931: West of Broadway
- 1932: Love Affair
- 1933: Walking Down Broadway
- 1933: Eine Frau vergisst nicht (Only Yesterday)
- 1934: Edgar Wallace – Das mysteriöse Schiff (Mystery Liner)
- 1934: Weiße Parade (The White Parade)
- 1935: The Great Hotel Murder
- 1935: Das Schiff des Satans (Dante's Inferno)
- 1935: Liebe im Handumdrehen (Hands Across the Table)
- 1935: Eine Frau von 20 Jahren (Accent on Youth)
- 1935: Charlie Chans Geheimnis (Charlie Chan’s Secret)
- 1936: Marine gegen Liebeskummer (Follow the Fleet)
- 1936: Sonnenmädel (Dimples)
- 1936: Sonnenscheinchen (Stowaway)
- 1937: The Westland Case
- 1938: International Crime
- 1939: Ruhelose Liebe (Love Affair)
- 1939: Miracles for Sale
- 1939: Mr. Smith geht nach Washington (Mr. Smith Goes to Washington)
- 1939: Honeymoon in Bali
- 1941: Zauber der Musik (The Hard-Boiled Canary)
- 1943: Hit Parade of 1943